# Var (departement)
 For alternative betydninger, se Var. (Se også artikler, som begynder med Var)
Var ( fransk udtale ?) er et fransk departement i regionen Provence-Alpes-Côte d'Azur. Hovedbyen er Toulon, og departementet har 898.441 indbyggere (1999).
Der er 3 arrondissementer, 23 kantoner og 153 kommuner i Var.
Var omfatter også øgruppen Îles d'Hyères (også kendt som Îles d'Or), hvor Parc national de Port-Cros ligger.